# 1 Pułk Dragonów (austro-węgierski)

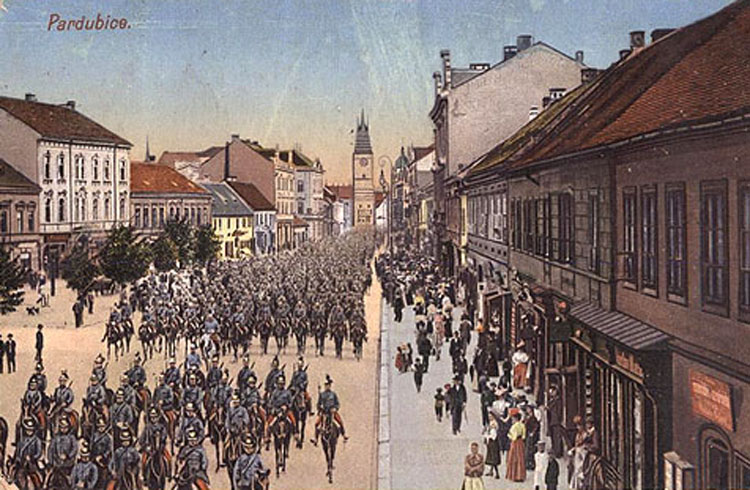
1 Pułk w Pardubicach w 1910

Pułk Dragonów Cesarza Franciszka Nr 1 – pułk kawalerii cesarskiej i królewskiej Armii.

## Historia pułku
Data utworzenia: 1768 rok.
1 października 1867 roku Pułk Kirasjerów Nr 1 został przemianowany na Pułk Dragonów Nr 1. Równocześnie dotychczasowy Pułk Dragonów Nr 1 otrzymał numer „13”.
Szefem pułku był cesarz Franciszek Józef I.
Pułk obchodził swoje święto 25 marca, w rocznicę bitwy pod Fère-Champenoise stoczonej w 1814 roku pomiędzy francuskim VI korpusem marszałka Marmonta i alianckimi wojskami VI koalicji pod dowództwem księcia Schwarzenberga.
W 1878 roku pułk stacjonował w Terezinie (niem. Theresienstadt), a jego kadra zapasowa w Hradec Králové (niem. Königgrätz). Był wówczas uzupełniany przez okręgi uzupełnień Pułków Piechoty Nr 18 i 79.
W 1905 roku komenda pułku oraz 1. i 2. dywizjony stacjonowały w Łańcucie, natomiast kadra zapasowa w Terezinie. W następnym roku komenda pułku i 2. dywizjon zostały przeniesione do Mostu (niem. Brüx), a 1. dywizjon do Terezina, w którym stacjonowała kadra zapasowa. W 1910 roku 1. dywizjon został przeniesiony do Mostów. Do 1914 roku komenda pułku oraz 1. i 2. dywizjony stacjonowały w Moście, natomiast kadra zapasowa w Terezinie. 
Pułk wchodził w skład 9 Brygady Kawalerii w Pardubicach.
Żołnierze nosili wyłogi ciemnoczerwone, guziki srebrne.

## Skład etatowy
- komenda pułku
- 1 dywizjon
- 2 dywizjon
- pluton pionierów
- patrol telegraficzny
- kadra zapasowa

Każdy dywizjon posiadał trzy szwadrony po 117 dragonów. Razem pułk liczył 37 oficerów oraz 874 podoficerów i żołnierzy.

## Kadra
Komendanci pułku
- płk Karl Tersztyánszky von Nádas (do 1903[8] → dowódca 8 Brygady Kawalerii w Brnie (niem. Brünn)[9])
- płk Eduard Fischer (1903[9] – 1908[10] → komendant 13 Brygady Kawalerii[11])
- ppłk / płk Maximilian von Schnehen (1908[12] – 1913[13] → komendant 1 Brygady Kawalerii w Pradze[14])
- płk Artur Wraubek (1913 – 1914[2])

Oficerowie
- ppłk Aureli Serda-Teodorski – dowódca 1 dyonu (1909 – 1914)
- rtm. Aleksander Dzieduszycki (1904 – 1907)
- rtm. Artur Stankiewicz[a] (do 1918)
- por. Karl Pflanzer-Baltin